# Arja Saijonmaa
Arja Enni Helena Saijonmaa (født 1. december 1944 i Mikkeli) er en finsk sangerinde, politisk aktivist og til tider skuespillerinde.
Hun studerede ved Sibelius Academy og fik sin BA ved Helsinki Universitet. Hun fik sit gennembrud som sanger i Sverige, og har udgivet album med svensk oversættelse af sange af Mikis Theodorakis, såvel som covers af Zarah Leander.
Politisk har hun været medlem af Svensk Folkeparti i Finland, og i 1987 blev hun udnævnt til FN's Flygtningehøjkommissariat's Goodwill Ambassador.
I december 2007 medvirkede Saijonmaa i det svenske realityshow "Stjärnorna på slottet" sammen med Peter Stormare, Britt Ekland, Jan Malmsjö og Magnus Härenstam.

## Diskografi

### På finsk
- 1972: Laula kanssani toveri
- 1972: Arja Saijonmaa & Mikis Theodorakis
- 1973: Koko yön minun poikani valvoi
- 1975: Huomenta sydämeni
- 1979: Jokainen arkiaamu (med Mikis Theodorakis)
- 1979: Miten voin kyllin kiittää
- 1981: Ruotsiin ja takaisin
- 1983: Ystävän laulu
- 1985: La Cumparsita
- 1988: Finlandia-talossa (med George de Godzinsky)
- 1989: Yhteinen taivas ja maa
- 1993: Paijaa mua
- 2000: Sydänten silta
- 2006: Rakkaus on rohkeutta

### På svensk
- 1977: Det är tid att sjunga sånger
- 1977: Tango Jalousie
- 1978: Arja Saijonmaa i Stockhomns konserthus
- 1979: Jag vill tacka livet
- 1981: Sånger från asfalt och ängar
- 1982: Leksar och parfym
- 1987: Högt över havet
- 1988: Arja sjunger Zarah
- 1989: Samma himmel, samma sol
- 1994: La Cumparsita
- 1998: Bara du kommer
- 1999: En bro av gemenskap
- 2003: Arja Nära

### Andre sprog
- 1976: Bonjour mon coeur
- 1983: Es ist Zeit

## Filmografi
- 1969: Punatukka
- 1969: Pohjan tähteet
- 1985: Puntilan isäntä ja hänen renkinsä